# Simarouba amara
Simarouba amara là một loài thực vật có hoa trong họ Thanh thất (Simaroubaceae), sống ở rừng nhiệt đới và xavan ở Nam, Trung Mỹ và Caribbe. Nó được mô tả lần đầu tiên bởi Aublet tại Guiana thuộc Pháp năm 1775 và là một trong sáu loài của chi Simarouba. Đây là cây thường xanh, nhưng thay lá một lần mỗi năm. Ở Panama, Nó nở hoa vào mùa khô vào khoảng tháng 2-3, ở Costa Rica, nơi không có mùa khô, nó nở hoa muộn hơn, vào giữa tháng 3-7. Chúng có cả hoa đực và hoa cái trên mỗi cây. Hoa nhỏ màu vàng thụ phấn nhờ côn trùng, quả được phát tán động vật (khỉ, chim, dơi quả).

## Mô tả
Simarouba amara phát triển đến chiều cao 35 mét, đường kính thân tối đa 125 cm và tuổi thọ ước tính 121 years. Nó có lá phức dài 60 cm, cuốn lá dài 4–7 cm và mỗi lá phức có 9–16 lá chét. Mỗi lá chét dài 2.5–11 cm và rộng 12–45 mm. Hoa đơn tính, nhỏ (dài dưới 1 cm) và có màu vàng nhạt. Hoa được thụ phấn bởi côn trùng như ong và ngài. Trên đảo Barro Colorado (BCI), Panama, nó có xu hướng nở hoa vào mùa khô từ cuối tháng 1-4, kéo dài 11 tới 15 tuần mỗi năm. Tại Costa Rica, nó nở hoa hơi muộn hơn từ giữa 3-7, đạt đỉnh vào tháng 4. Kết quả 1-3 tháng sau khi thụ phấn. Quả màu từ xanh lục nhạt tới hơi đỏ tía-đen, dài chừng 17 mm và có hạt lớn (10–14 mm), chúng mọc thành nhóm 3–5 quả hạch. Hạt được phát phát tán bởi động vạt. Mỗi hạt nặng khoảng 0.25 g.

## Phân bố

Phân bố Simarouba amara (màu xanh)

Phạm vi tự nhiên của S. amara là ở Neotropics, một vùng sinh thái Trung và Nam Mỹ. Mở rộng từ Guatemala ở phía bắc, tới Bolivia ở phía nam và từ Ecuador ở phía tây, tới bờ đông Brazil. Nó đã được đưa đến các đảo của Dominica và Puerto Rico tại vùng biển Caribbe. Ở BCI, cây trưởng thành (đường kính thân cây cao tới ngực trên 10 cm) được tìm thấy với mật độ 5/hécta, Ecuador là 0.7/hécta và Guiana thuộc Pháp là 0.4/hécta. S. amara luôn tương đối phổ biến trong phạm vi phân bố của nó. Nó mọc trong rừng nhiệt đới và vùng xavan. Trong rừng nguyên sinh có khá ít cây non do nhu cầu ánh sáng của cây non rất cao.